# Ана Соклич
Ана Соклич (словеначки: Ana Soklič; 10. април 1984) је словеначка певачица.

## Биографија
Рођена је 10. априла 1984. у Општини Бохињ. Долази из Савица, док је њено тренутно пребивалиште у Лесцу.
Своју музичку каријеру је почела под уметничким именом Diona Dim у групи Diona Dimm, коју су поред ње чинили и Бојан Симончич и Гашпер Качар. Учествовала је на различитим фестивалима у Словенији међу којима су и Евровизијска мелодија (2004. и 2007. са групом Diona Dim), Slovenski Popevki (2004. и 2005) и Melodijah morja in sonca (2004). Током трајања групе, једно време је живела у Шведској.
Након распада групе, 2012. године учествује у првој и до сада јединој сезони словеначке верзије такмичења X Factor. Такмичење завршава на петом месту.
Учествовала је на Евровизијској мелодији 2020. са песмом Voda, где је и победила и тиме добила право да представља Словенију на Песми Евровизије 2020. године. Међутим, такмичење је било отказано због пандемије Коронавируса, а словеначка телевизија је интерно одабрала Ану да представља Словенију на Песми Евровизије 2021. године.

## Дискографија

### Синглови
Са групом Diona Dim:
- "If You" (2004)
- "Cosmo" (2004)
- "Otroške oči" (2004)
- "Senca negra" (2005)
- "Oče" (2007)

Соло:
- "Naj muzika igra" (2013)
- "Hello" (2013)
- "Stairway with diamonds" (2013)
- "The Gift" (2014)
- "Unpurified" (2014)
- "Miles" (2016)
- "Temni svet" (2019)
- "Voda" (2020)